# Amastus supersimilis
Amastus supersimilis là một loài bướm đêm thuộc phân họ Arctiinae, họ Erebidae.